# ألبومين
الألبومين أو الآحين أو الزُّلال (بالإنجليزية: Albumin) هي عائلة من البروتينات الكروية، وأشهرها ألبومينات المصل. إن جميع بروتينات عائلة الألبومين تكون منحلة بالماء، وتنحل بشكل معتدل في المحاليل الملحية، وتتمسّخ بالحرارة. توجد الألبومينات في بلازما الدم وتختلف عن باقي بروتينات الدم في أنها غير مرتبطة بالغليكوزيل.ويكون الألبومين في البلازما مشحون بشحنة سالبة. يتم تصنيع الألبومين بشكل أساسي في الكبد وهو ضروري لوظائف الجسم الطبيعية.

## وظائف الألبومين
يقوم الألبومين ب:
- نقل الجزيئات في الدم مثل: البيليروبين (الصفراء) والحموض الدسمة والكالسيوم والبروجسترون والمعادن والأدوية.
- تنظيم الضغط التناضحي: حيث يلعب دوراً مهماً في منع تسرب السوائل من الأوعية الدموية إلى الأنسجة.
- يعد الألبومين مضاد أكسدة.
- يعتقد بأن له وظائف مضادة للالتهاب.

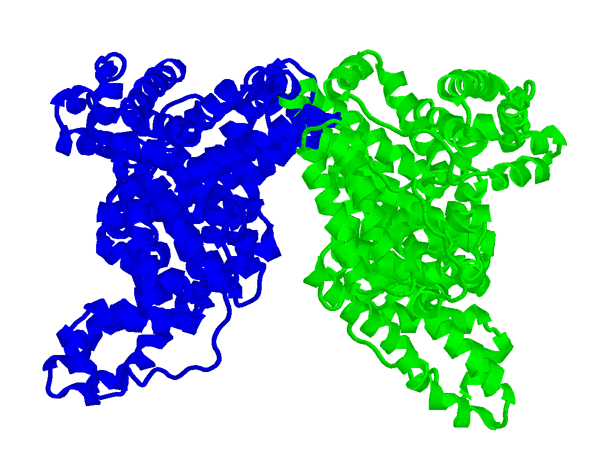
مصل ألبومين مزدوج

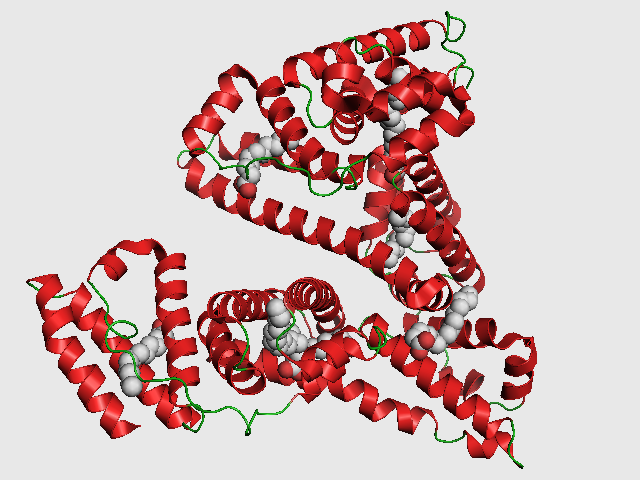
هيكل مصل الألبومين

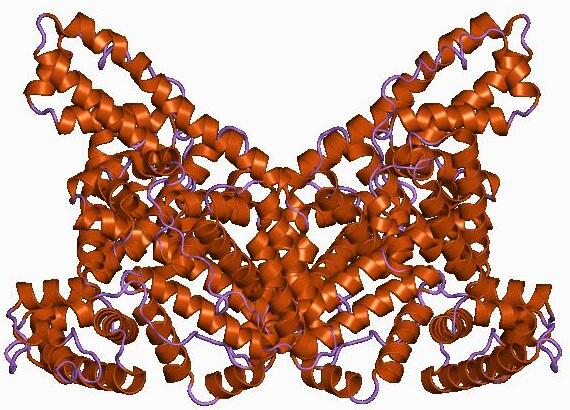
بنية ألبومين المصل

## الاستخدام الصيدلاني
يعد كعامل مثبت ويستخدم في المعالجة حيث يستخدم بشكل أساسي كسواغ في الأشكال الحقنية حيث يستخدم كعامل مثبت في المستحضرات الحاوية على بروتينات أو إنزيمات.
ويستخدم من أجل تحضير جسيمات كروية دقيقة تستخدم في عمليات دراسة آليات ارتباط الأدوية بها.
ويوظف الألبومين كعامل مثبت في مستحضرات البروتينات ذوات التركيز ( 0.003%) أو أقل على الرغم من أنها استخدمت في المستحضرات ذوات التراكيز (5%) ولكن بشكل أقل.
استخدم كعامل مساعد على الانحلال في الأشكال الحقنية، وكعامل مانع للتجمد أثناء عملية التجفيف بالتجميد ولتجنب ادمصاص بقية البروتينات على السطح الفعال نستخدم محاليل الألبومين حقناً في المعالجة المعاوضة لنقص حجم بلازما الدم ومعالجة عوز الألبومين الحاد.

## التأثير على صحة الجسم
يتواجد الألبومين بشكل طبيعي في الجسم مشكلاً حوالي 60% من مجموع بروتينات البلازما.
أما كسواغ فاستخدامه يكون عادة في المستحضرات الحقنية، فيعتبر عموماً مادة قليلة السمية وغير مخرشة. أما على سبيل المعالجة تبلغ الجرعة الابتدائية منه /25 غ / توصف حقناً للبالغين.
التأثيرات الجانبية لتسريب الألبومين نادرة الحدوث لكنها تتجلى بالغثيان، إقياء، زيادة إفراز اللعاب، تفاعلات فموية، تفاعلات تحسسية تشمل الصدمة التأقية. إن محاليل الألبومين هي مضاد استطباب لدى مرضى فقر الدم الحاد ومرضى قصور القلب. توصف محاليل الألبومين الحاوية على الألمنيوم بما يقل عن 200 ميكروغرام/لتر لدى المرضى المعتمدين على غسيل كلوي ولدى الأطفال الخدج؛ ومن المتوقع أن الألبومين قد يتسبب بآلام لدى المرضى وذلك بعد إعطاء الإريثروبيوتين Erithropoietin (معزز تكون الكريات الحمر).

## سلامة الاستعمال
تتماشى احتياطات التعامل المأخوذ بها مع الصيغة الدموية المنتجة.

## روابط خارجية
- Albumins في المكتبة الوطنية الأمريكية للطب نظام فهرسة المواضيع الطبية (MeSH).

- The Albumin website
- Albumin binding prediction